# Stephen Vincent Benét
Stephen Vincent Benét (Bethlehem, Pennsilvània, 22 de juliol de 1898 – 13 de març de 1943) va ser un escriptor, poeta i novel·lista nord-americà. És molt conegut pel seu poema sobre la Guerra Civil Nord-americana, John Brown's Body, publicat el 1928. Va guanyar un Premi Pulitzer de poesia per aquesta obra el 1929.
El seu conte de fantasia The Devil and Daniel Webster va guanyar un Premi O'Henry, i va ser la base d'una òpera d'un sol acte composta per Douglas Moore.
Benét va néixer en una família militar en Bethlehem, en l'estat de Pennsilvània. El seu pare era el coronel James Walker Benét, i el seu avi era descendent de menorquins establerts a Saint Augustine (Florida). Sobre els seus avantpassats menorquins que s'establiren amb Andrew Turnbull a New Smyrna (Florida) va escriure:
| « | Ells van arribar aquí, hi van treballar, hi patiren moltes calamitats, van viure aquí, van morir aquí, hi deixaren noms sonors | » |

Durant la seva joventut va residir principalment a Benicia, Califòrnia. D'adolescent va ser enviat a l'Acadèmia Militar Hitchcock. Es va graduar en l'Acadèmia d'Albany en Albany (Nova York) i a la Universitat Yale, i va guanyar un segon (i pòstum) Premi Pulitzer en 1944 per Western Star, un poema sense acabar sobre la colonització d'Amèrica.
L'últim vers d'un poema de Benét, "Bury My Heart at Wounded Knee" dona el títol al llibre de Dee Brown sobre la destrucció de les tribus indígenes d'Amèrica del Nord, Bury My Heart at Wounded Knee.
El seu germà, William Rose Benét (1886–1950) va ser poeta, antòleg i crític, autor d'una coneguda obra de referència, The Reader's Cyclopedia (1948).

## Obres
- Five Men and Pompey, 1915
- The Drug-Shoop, 1917
- Young Adventure, 1918
- Heavens and Earth, 1920
- The Beginnings of Wisdom, 1921
- Young People's Pride, 1922
- Jean Huguenot, 1923
- The Ballad of William Sycamore, 1923
- King David, 1923
- Nerves, 1924 (with John Farar)
- That Awful Mrs. Eaton, 1924 (with John Farrar)
- Tiger Joy, 1925
- Spanish Bayonet, 1926
- John Brown's Body, 1928
- The Barefoot Saint, 1929
- The Litter of Rose Leaves, 1930
- Abraham Lincoln, 1930 (screenplay with Gerrit Lloyd)
- Ballads and Poems, 1915-1930, 1931
- A Book of Americans, 1933 (with Rosemary Carr Benét)
- James Shore's Daughter, 1934
- The Burning City, 1936 (includes 'Litany for Dictatorships')
- The Magic of Poetry and the Poet's Art, 1936
- The Headless Horseman, 1937
- Thirteen O'Clock, 1937
- Johnny Pye and the Fool Killer, 1938
- Tales Before Midnight, 1939
- The Ballad of the Duke's Mercy, 1939
- Nightmare at Noon, 1940
- Elementals, 1940-41 (broadcast)
- Freedom's Hard-Bought Thing, 1941 (ràdio)
- Listen to the People, 1941
- A Summons to the Free, 1941
- Cheers for Miss Bishop, 1941 (representada per Adelaide Heilbron, Sheridan Gibney)
- They Burned the Books, 1942
- Selected Works, 1942 (2 vols.)
- Short Stories, 1942
- Nightmare at Noon, 1942 (a The Treasury Star Parade, ed. by William A. Bacher)
- A Child is Born, 1942 (ràdio)
- They Burned the Books, 1942 (ràdio)

### Obres pòstumes
- Western Star, 1943 (inacabada)
- America, 1944
- O'Halloran's Luck and Other Short Stories, 1944
- We Stand United, 1945 (radio scripts)
- The Bishop's Beggar, 1946
- The Last Circle, 1946
- Selected Stories, 1947
- From the Earth to the Moon, 1958